# Goezia tricirrata
Goezia tricirrata is een rondwormensoort uit de familie van de Anisakidae. De wetenschappelijke naam van de soort is voor het eerst geldig gepubliceerd in 1940 door Osmanov.